# Puygaillard-de-Lomagne
Puygaillard-de-Lomagne är en kommun i departementet Tarn-et-Garonne i regionen Occitanien i södra Frankrike. Kommunen ligger i kantonen Lavit som tillhör arrondissementet Castelsarrasin. År 2022 hade Puygaillard-de-Lomagne 55 invånare.

## Befolkningsutveckling
Antalet invånare i kommunen Puygaillard-de-Lomagne
| Referens: INSEE |